# Drownino (przystanek kolejowy)
Drownino (ros. Дровнино) – przystanek kolejowy w miejscowości Sycziki i w pobliżu miejscowości Drownino, w rejonie możajskim, w obwodzie moskiewskim, w Rosji. Położony jest na linii Moskwa – Mińsk – Brześć.

## Historia
Stacja kolejowa powstała w XIX w. na drodze żelaznej moskiewsko-brzeskiej, pomiędzy stacjami Uwarowka i Batioszkowo. Początkowo nosiła nazwę Syczyki. Przebudowana do przystanku w XXI w..

### Katastrofa na stacji Drownino
6 sierpnia 1952 o godzinie 2:00 miała tu miejsce katastrofa kolejowa. Poruszająca się w stronę Wiaźmy lokomotywa prowadząca osobowo-towarowy eszelon, z powodu przepalenia reflektora nieposiadająca oświetlenia, zderzyła się z koniem, w wyniku czego doszło do wykolejenia składu. Z powodu nieoptymalnego rozmieszczenia wagonów osobowych i towarowych oraz ich złej konstrukcji, część wagonów osobowych uległo zgnieceniu. W katastrofie śmierć poniosło 109 osób, a 211 zostało rannych (wg. innego źródła 99 osób zginęło na miejscu i 13 zmarło w szpitalach, a 254 osoby zostały ranne). Ponad 100 ofiar śmiertelnych stanowili 19-letni poborowi Armii Radzieckiej pochodzący z Syberii.